# Янков Лог
Янков Лог (бел. Янкаў Лог) — посёлок в Кистеневском сельсовете Рогачёвского района Гомельской области Беларуси.

## География

### Расположение
В 18 км на северо-восток от районного центра и железнодорожной станции Рогачёв (на линии Могилёв — Жлобин), 125 км от Гомеля.

### Гидрография
На реке Днепр.

## Транспортная сеть
Транспортные связи по просёлочной, затем автомобильной дороге Вищин — Рогачев. Планировка состоит из прямолинейной улицы, близкой к меридиональной ориентации (вдоль реки) и застроенной неплотно деревянными усадьбами.

## История
Основан в начале XX века переселенцами из соседних деревень. Наиболее активная застройка велась в 1920-е годы. В 1931 году жители вступили в колхоз. Во время Великой Отечественной войны 14 жителей погибли на фронте. В составе совхоза «Кистени» (центр — деревня Кистени).

## Население

### Численность
- 2004 год — 13 хозяйств, 22 жителя.

### Динамика
- 1959 год — 103 жителя (согласно переписи).
- 2004 год — 13 хозяйств, 22 жителя.